# امامزاده پنج‌تن (گرمسار)
امامزاده پنج تن مربوط به دوره قاجار است و در شهرستان گرمسار، بخش مرکزی، دهستان حومه، روستای فند واقع شده و این اثر در تاریخ ۲۷ آبان ۱۳۸۶ با شمارهٔ ثبت ۲۰۲۳۹ به‌عنوان یکی از آثار ملی ایران به ثبت رسیده است.